# Hódos-patak
A Hódos-patak Borsodnádasdtól északi-északkeleti irányú lefolyást biztosít a környék vizei számára. Ózdon a Hangony-patakba torkollik. A patak útja során felfűzött településeken összesen több, mint 43 000 fő él. 2010 júniusában árhullám vonult végig rajta.

## Lefolyása

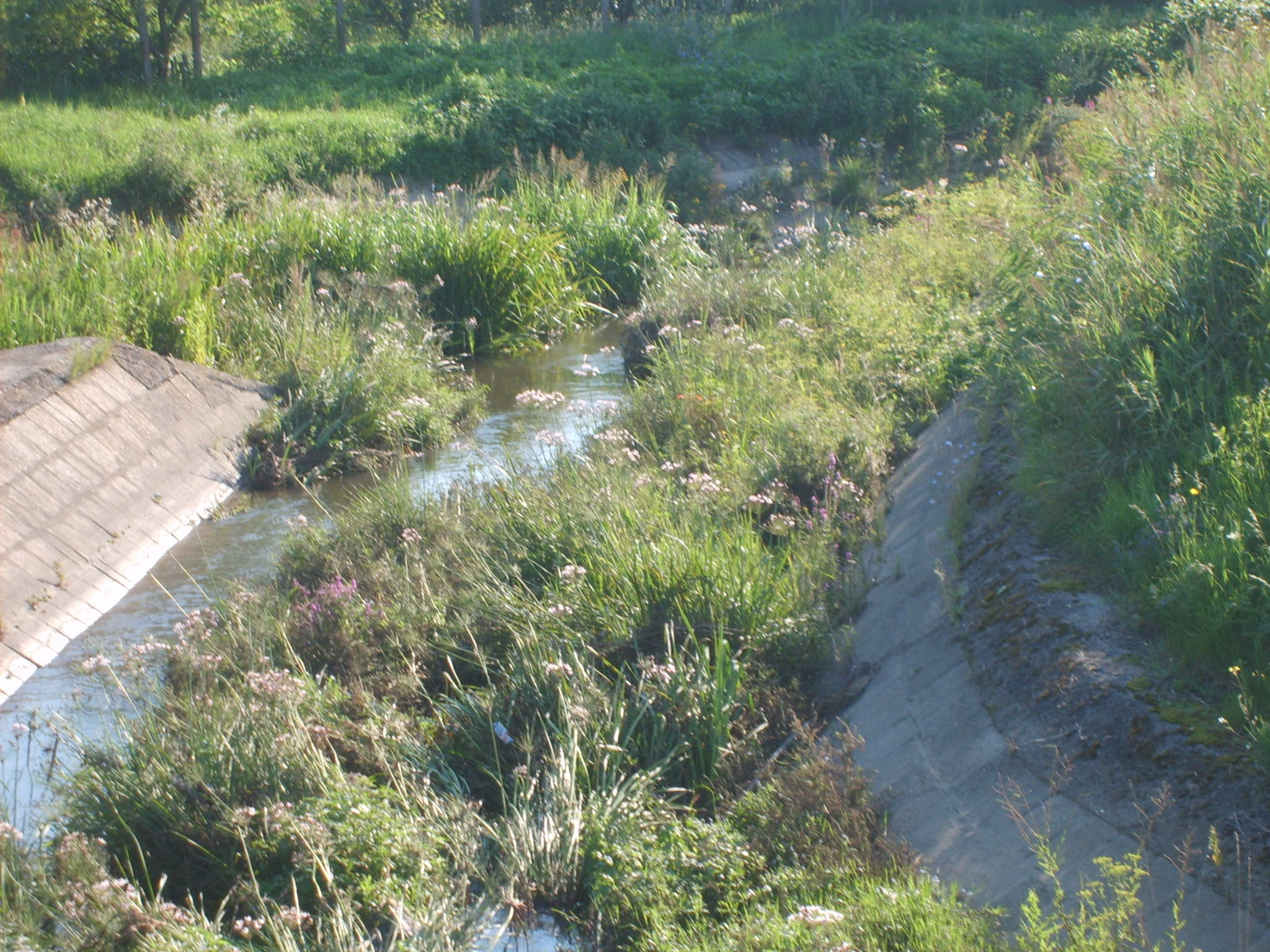
A Hódos-patak torkolata a Hangony-patakba Ózdon

A Heves–Borsodi-dombságtól északra ered nyugati-délnyugati-déli irányban több kisebb vízfolyás összefolyásából Borsodnádasd közelében. A patak forrásától kezdve észak felé halad, előbb keresztülfolyik Borsodnádasd belterületén, majd Járdánháza felszíni vízfolyásait és az itt beleömlő Gyepes-patakot fogadja magába. Ezután Arló belterületén beletorkollik az Arlói-tó felől a Szohony-völgyben futó Szohony-patak, később pedig a Szentgyörgyi-patak. Ózdot elérve a Brassói út és a Balassi Bálint út találkozásának közelében a Hangonyba torkollik.

## Partmenti települések
- Borsodnádasd
- Járdánháza
- Arló
- Ózd